# Rotsteißlöwenäffchen
Das Rotsteißlöwenäffchen (Leontopithecus chrysopygus) ist eine Primatenart aus der Gattung der Löwenäffchen, die zur Familie der Krallenaffen (Callitrichidae) gezählt wird.

## Beschreibung
Das Fell der Rotsteißlöwenäffchen ist fast durchgehend schwarz gefärbt, lediglich die Oberschenkel der Hinterbeine, die Gesäßregion und die Schwarzwurzel sind rötlichbraun. Wie bei allen Löwenäffchen sind ihr Gesicht und ihre Pfoten unbehaart und die langen Finger enden mit Ausnahme der ersten Zehe der Hinterpfoten in Krallen. Diese Tiere erreichen eine durchschnittliche Kopf-Rumpf-Länge von rund 30 Zentimeter und ein Gewicht von rund 600 Gramm. Der Schwanz ist länger als der Körper und bis zu 40 Zentimeter lang.

## Verbreitung und Lebensraum
Rotsteißlöwenäffchen leben nur in den westlichen und mittleren Regionen des brasilianischen Bundesstaates São Paulo. Lebensraum dieser Primaten sind vorwiegend tropische Wälder bis zu einer Höhe von 700 Metern.

## Lebensweise
Diese Tiere sind Baumbewohner, wo sie sich vorwiegend auf mit Lianen und anderen Schlingpflanzen bewucherten Bäumen aufhalten. Sie sind tagaktiv und schlafen in der Nacht meist in Baumhöhlen.
Sie leben in Familiengruppen von zwei bis acht Tieren, die sich meist aus einem erwachsenen Paar und ihrem Nachwuchs zusammensetzen. Manchmal gibt es mehrere erwachsene Weibchen, dann pflanzt sich aber nur das dominante Weibchen fort. Die Gruppen sind durch ein ausgeprägtes Sozialverhalten geprägt, die Fellpflege und das Teilen der Nahrung spielen eine wichtige Rolle. Mit einer Reihe von Lauten verständigen sich die Gruppenmitglieder untereinander.

## Nahrung
Rotsteißlöwenäffchen ernähren sich vorwiegend von Insekten und Früchten. Manchmal fressen sie auch kleine Wirbeltiere wie Vögel oder Echsen sowie Vogeleier.

## Fortpflanzung
Zwischen September und März bringt das Weibchen nach einer rund 130-tägigen Tragzeit den Nachwuchs zur Welt. Zwillingsgeburten überwiegen, obwohl auch Fälle von Drillingen und sogar Vierlingen bekannt sind. In den ersten zwei Lebenswochen bleiben die Neugeborenen vorwiegend bei der Mutter, danach kümmert sich auch der Vater und manchmal auch die anderen Gruppenmitglieder um sie. Nach zwei bis drei Monaten sind sie entwöhnt, die Geschlechtsreife tritt mit rund 18 bis 24 Monaten ein, woraufhin die meisten Tiere ihre Geburtsgruppe verlassen.

## Bedrohung und Schutz
Bis ins 20. Jahrhundert hinein bewohnten Rotsteißlöwenäffchen große Teile des Landesinneren des Staates São Paulo. Durch Waldrodungen und Zersiedlung wurden aber mehr als 90 Prozent der Regenwaldgebiete dieses Staates vernichtet. Heute ist ihr Verbreitungsgebiet auf elf kleine Populationen zerteilt, die meisten davon im Morro do Diabo-Nationalpark im Südwesten des Staates. Schutzmaßnahmen wurden eingeleitet, unter anderem wird versucht, durch Wiederaufforstungen Korridore zwischen den teilweise winzigen Populationen zu schaffen. Die Gesamtpopulation wird auf lediglich 1000 Tiere geschätzt, die IUCN listet die Art als „stark gefährdet“ (endangered).